# Sciurumimus
Sciurumimus ("bắt chước sóc," được đặt tên theo việc lông vũ trên đuôi mọc theo kiểu giống trên đuôi sóc) là một chi khủng long theropoda Coelurosauria sống vào thời kỳ Jura muộn tại Đức. Nó được biết tới từ một mẫu vật duy nhất còn non đại diện cho loài điển hình, Sciurumimus albersdoerferi, được tìm thấy ở một mỏ đá vôi gần Painten tại Hạ Bayern.
Mậu vật Sciurumimus được công bố vào năm 2011, nhưng được mô tả và đặt tên chính thức vào năm sau (2012).